# Cilazapril
Cilazapril je ACE inhibitor koji sadržava dikarboksilatnu skupinu. To je inhibitor enzima konvertaze angiotenzina dugotrajna djelovanja. Djeluje na renin-angiotenzin-aldosteronski sustav inhibirajući pretvorbu inaktivnog angiotenzina I u angiotenzin II koji je jaki vazokonstriktor. 

## Primjena
Pri preporučenim dozama učinak se u bolesnika s hipertenzijom i u bolesnika s kongestivnim zatajenjem srca održava tijekom 24 sata. Koristi se za liječenje esencijalne hipertenzije, renovaskularne hipertenzije te u kongestivnom zatajenju srca u bolesnika koji nisu prikladno kontrolirani digitalisom i/ili diureticima. Definirana dnevna doza cilazaprila iznosi 2,5 mg. 

## Neželjeni učinci
Cilazapril se ne smije koristiti kod trudnica te u osoba s ascitesom. Također, oprez je neophodan kod pacijenata koji pate od simptomatske hipotenzije, oštećene bubrežne funkcije, bolesnika s jednostranom ili obostranom stenozom bubrežne arterije, kao i u onih liječenih diureticima.
Oprez je potreban kod istodobne uporabe cilazaprila i diuretika koji štede kalij jer se može povećati koncentracija kalija u serumu, napose u bolesnika s oštećenom bubrežnom funkcijom. Uporaba ACE inhibitora u kombinaciji s anesteticima može sniziti krvni tlak i izazvati arterijsku hipotenziju. 
Najčešće nuspojave jesu glavobolja i vrtoglavica, a rjeđe malaksalost, hipotenzija, dispepsija, mučnina, kožni osip i kašalj. Kao i pri uporabi ostalih ACE inhibitora, i pri uporabi cilazaprila može se također, premda rijetko, pojaviti angioneurotski edem, što zahtijeva prekid liječenja. Povećanje ureje i kreatinina te blagi pad hemoglobina i hematokrita reverzibilne su promjene i rijetko od kliničkog značenja. 